# Modelo de núcleo abierto

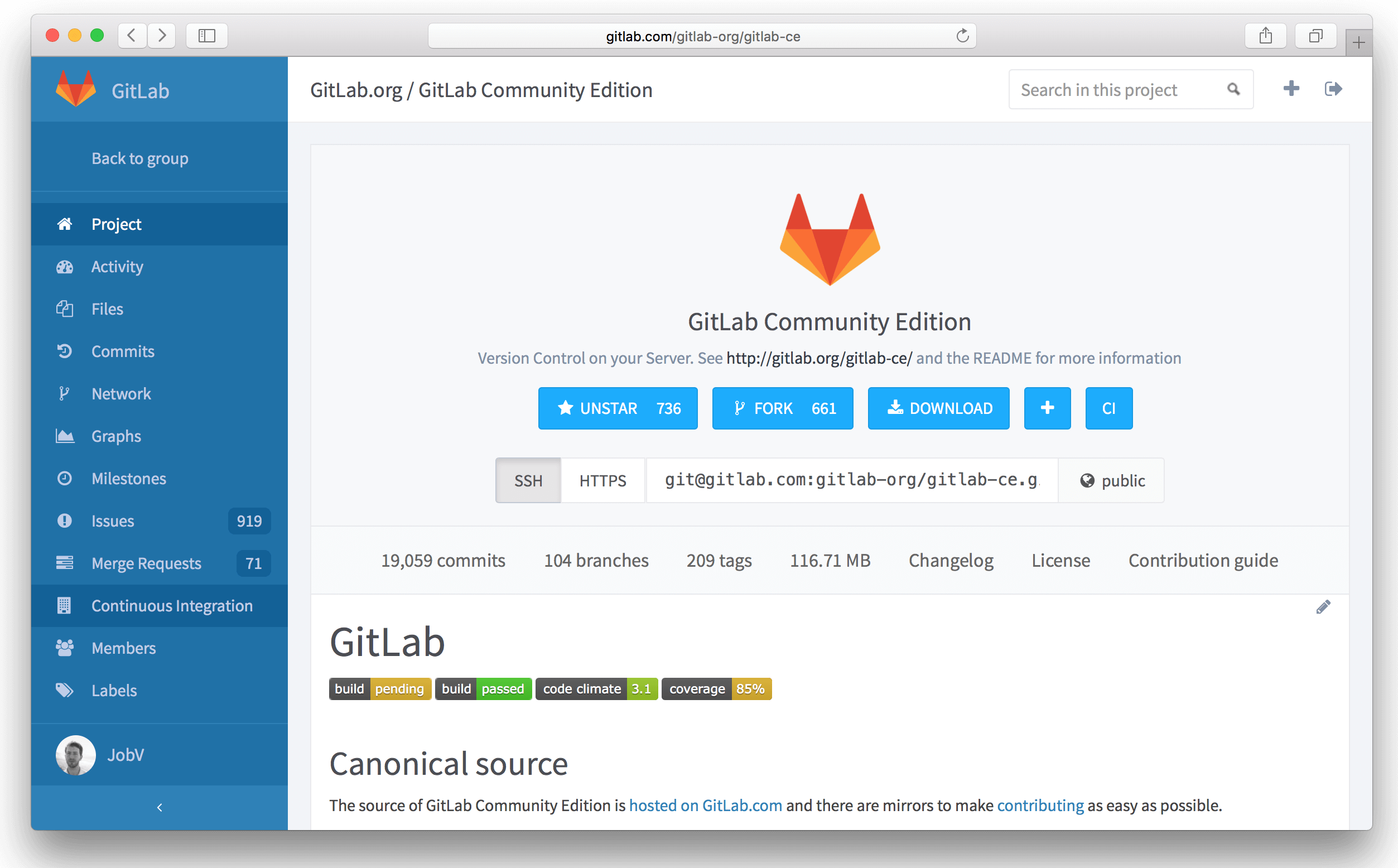
Edición comunitaria de GitLab

El modelo de núcleo abierto (open-core model) es un modelo de negocio para la monetización de software de código abierto producido comercialmente. Acuñado por Andrew Lampitt en 2008, el modelo de núcleo abierto implica principalmente ofrecer una versión "básica" o con funciones limitadas de un producto de software como software gratuito y de código abierto, mientras que ofrece versiones "comerciales" o complementos como software propietario .
El concepto de software de núcleo abierto ha generado controversia, ya que muchos desarrolladores no consideran que el modelo de negocio sea un verdadero software de código abierto. A pesar de esto, muchas empresas de software de código abierto utilizan modelos de núcleo abierto.

## Uso de acuerdos de licencia de colaborador
Algunos productos de núcleo abierto requieren que sus colaboradores firmen un acuerdo de licencia de colaborador, que dicta que los derechos de autor de todas las contribuciones al producto se conviertan en propiedad de su propietario o que el propietario del producto reciba una licencia de uso ilimitada y no exclusiva, pero los autores conservan la propiedad de los derechos de autor. En un escenario de núcleo abierto, estos acuerdos suelen estar destinados a permitir que, el propietario comercial del producto (que, en algunos casos, es en última instancia el titular de los derechos de autor de todo su código, independientemente de su autor original), comercialice simultáneamente versiones del producto bajo licencias de código abierto y no libres. Esto contrasta con usos más tradicionales, que están destinados únicamente a permitir al administrador de un proyecto de código abierto defender sus derechos de autor, o garantizar que el código solo estará disponible bajo términos de código abierto, protegiéndolo así de convertirse en núcleo abierto.

## Ejemplos
- Kafka, un servicio de transmisión de datos bajo la licencia Apache 2.0, es el núcleo de código abierto de la empresa, Confluent, que emite una Licencia de la Comunidad de Confluent, una licencia de fuente disponible que gobierna funciones adicionales en la plataforma Confluent.[7]
- Cassandra, una base de datos de código abierto con licencia Apache 2.0, es el núcleo de la empresa, Datastax, que emite una licencia de suscripción empresarial para funciones de seguridad y administración adicionales dentro de DataStax Enterprise.[8]
- Software de gestión de aprendizaje Canvas de Instructure .[cita requerida]
- El software de base de datos MySQL de Oracle tiene una licencia doble bajo una licencia propietaria y GNU GPL ; las versiones propietarias ofrecen funciones adicionales y planes de soporte empresarial.[9]
- El núcleo de Elastic, que incluye Elasticsearch, Kibana, Logstash y Beats, está bajo una licencia de Apache 2.0, mientras que los complementos adicionales se distribuyen bajo la licencia de propiedad de Elastic.[10]
- Eucalyptus, software de nube privada, tiene una edición empresarial patentada que proporciona funciones adicionales.[11][12][13]
- GitLab CE (Community Edition) está bajo una licencia de código abierto estilo MIT,[14] mientras que GitLab EE (Enterprise Edition) está bajo una licencia comercial .[15]
- Neo4j CE (Community Edition) está bajo GPLv3, mientras que Neo4j EE (Enterprise Edition) está bajo una licencia comercial, que proporciona características adicionales que incluyen clústeres y copias de seguridad en caliente.
- Redis está bajo una licencia de código abierto BSD de 3 cláusulas,[16] mientras que Redis Labs ofrece módulos de Redis bajo una licencia de software de fuente disponible y Redis Enterprise bajo una licencia comercial que proporciona características empresariales adicionales, como escalado sobre la marcha, ajuste del rendimiento de la replicación y compatibilidad con la agrupación en clústeres para los módulos de Redis.[17]

### Restricciones de uso en servicios
En 2018 surgió una nueva variación entre varios productos de núcleo abierto destinados al uso del lado del servidor, que busca controlar el uso del producto como parte de un servicio ofrecido a un cliente. Estas prácticas, en particular, tienen como objetivo la incorporación del software en servicios propietarios por parte de proveedores de servicios de aplicaciones en la nube como Amazon Web Services, pero con lo que los proveedores perciben como una compensación inadecuada o contribuciones al software original a cambio.
MongoDB cambió su licencia de GNU Affero General Public License (una variación de la GPL que requiere que el código fuente del software se ofrezca a quienes lo utilicen como un servicio en una red) a una versión modificada de GNU General Public License versión 3, titulada "Licencia pública del lado del servidor" (SSPL), donde el código fuente de todo el servicio debe publicarse bajo SSPL si incorpora un componente con licencia SSPL. Bruce Perens, coautor de The Open Source Definition, argumentó que SSPL violó su requisito de una licencia abierta para no imponer restricciones al software distribuido junto con el software con licencia. Varias distribuciones importantes de Linux eliminaron MongoDB después del cambio, considerando que la nueva licencia discrimina contra el uso comercial.
Redis Labs hizo que sus complementos de Redis estuvieran sujetos a la "Cláusula común", una restricción a la venta del software además de los términos de la licencia de Apache existente. Después de las críticas, esto se cambió en 2019 a la "Licencia de fuente disponible de Redis", una licencia no gratuita que prohíbe la venta del software como parte de "una base de datos, un motor de almacenamiento en caché, un motor de procesamiento de transmisiones, un motor de búsqueda, una indexación motor o un motor de servicio ML/DL/AI ". Las últimas versiones de los módulos con licencia únicamente bajo la Licencia Apache fueron bifurcadas y son mantenidas por miembros de la comunidad bajo el proyecto GoodFORM.